# Saab 90
Der Saab 90 war ein Mittelklasse-PKW des schwedischen Herstellers Saab.
Saab stellte ihn 1984 gleichzeitig mit dem neuen Saab 9000 vor. Saab hatte sich für eine Neuordnung der Modellbezeichnungen entschieden. In der Hierarchie war der 9000 das neue Spitzenmodell, darunter der seit 1978 gebaute Saab 900.
Saab wollte weiter ein Basismodell mit den guten Eigenschaften des seit 1967 produzierten Saab 99 anbieten. Dazu kombinierte man Baugruppen des Saab 99 und Saab 900. Der Vorderwagen entspricht dem des Saab 99, das Heck dem des seit 1980 produzierten Saab 900 Sedan mit Stufenheck. Allerdings gab es nur eine 2-türige Version.
Die neue Modellbezeichnung 'SAAB 90' fügte sich nahtlos in die Modellstaffelung für das Modelljahr 1985 ein: Saab 90 – Saab 900 – Saab 9000.
Gefertigt wurde er ausschließlich im finnischen Saab-Valmet Werk, wie auch schon der Saab 99 in den letzten Modelljahren (1981 bis 1984).
Der Saab 90 war nur mit dem Motor mit 2,0 Liter Hubraum und 100 PS (74 kW) lieferbar. Der Zylinderkopf war nun mit gehärteten Ventilsitzen zur Verwendung von bleifreiem Super-Kraftstoff ausgerüstet. Außer Metallic-Lackierungen und einem manuellen Schiebedach war werksseitig keine weitere Sonderausstattung erhältlich. Dafür war die Serienausstattung mit 5-Gang Getriebe, Drehzahlmesser, Sitzheizung, Velourpolster, Scheinwerferwischern und hohem Sicherheitsstandard markentypisch hochwertig und komplett. Für Skandinavien gab es allerdings eine Sparversion mit Vierganggetriebe und weniger Ausstattung, zum Beispiel ohne Frontspoiler und Drehzahlmesser.

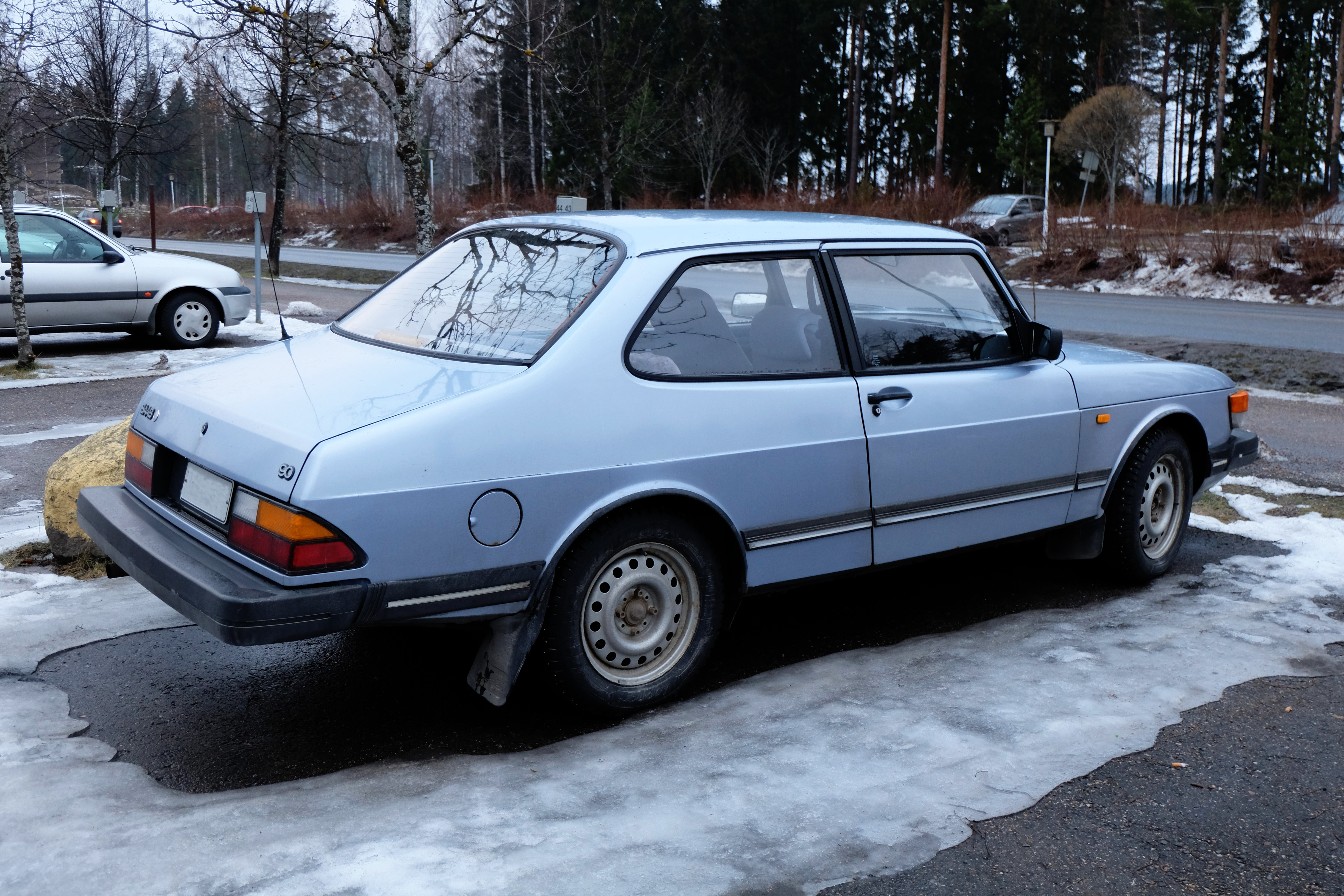
Saab 90 (1986–1987)

Der Saab 90 machte alle jährlichen Modifikationen der anderen Modelle mit, wie etwa die seitlichen Zusatzblinker ab 1986 und geänderte Außenfarben und Bezugsstoffe. 1987 gab es einen neuen Vergaser. 1987 konnten nur noch wenige Fahrzeuge abgesetzt werden und zudem drückte das neu eingeführte Saab 900 Cabrio auf die finnischen Produktionsstraßen. Also wurde der Saab 90 aufgegeben.
Für den europäischen Markt wurden immerhin 25.378 Exemplare produziert, von denen der größte Teil in Skandinavien verblieb. Nach Deutschland gelangten etwa 600 Fahrzeuge.